# Dạng hàng bậc thang
Trong đại số tuyến tính, dạng bậc thang của một ma trận là hình dạng thu được của nó sau khi thực hiện phép khử Gauss.
Một ma trận ở dạng hàng bậc thang có nghĩa là phép khử Gauss đã được tiến hành trên các hàng của nó, còn dạng cột bậc thang nghĩa là phép khử Gauss đã được tiến hành trên các cột. Nói cách khác, một ma trận ở dạng cột bậc thang nếu ma trận chuyển vị của nó ở dạng hàng bậc thang. Vì thế, từ đây bài viết này chỉ xét dạng hàng bậc thang. Dạng cột bậc thang có các tính chất tương tự dạng hàng bậc thang, và có thể dễ dàng suy ra được bằng cách lấy chuyển vị của ma trận. Một cách cụ thể, một ma trận ở dạng hàng bậc thang nếu:
- tất cả các hàng của ma trận mà chỉ gồm các số 0 (gọi là hàng zero) đều được đặt ở dưới cùng
- hệ số chính (hay phần tử chính) của một hàng không phải zero luôn ở phía bên phải của hệ số chính của hàng ngay trên nó.

Một số tài liệu còn thêm điều kiện rằng các hệ số chính phải đều bằng 1.
Hai điều kiện trên kéo theo rằng tất cả các phần tử ở cùng cột và bên dưới hệ số chính đều là 0.
Sau đây là một ví dụ về một ma trận 3×5 ở dạng hàng bậc thang, nhưng chưa phải là ở dạng hàng bậc thang rút gọn (xem ở dưới).
{\displaystyle \left[{\begin{array}{ccccc}1&a_{0}&a_{1}&a_{2}&a_{3}\\0&0&2&a_{4}&a_{5}\\0&0&0&1&a_{6}\end{array}}\right]}
Từ dạng hàng bậc thang của một ma trận có thể suy ra nhiều tính chất của nó, thí dụ như hạng và hạt nhân.

## Dạng hàng bậc thang rút gọn
Một ma trận ở dạng hàng bậc thang rút gọn (còn gọi là dạng chính tắc hàng) nếu nó thỏa mãn ba điều kiện sau:
- Nó ở dạng hàng bậc thang
- Phần tử chính của hàng khác 0 đều là 1 (gọi là số 1 chính)
- Ngoài số 1 chính ra, tất cả các phần tử khác cùng cột với nó đều là 0.

Dạng hàng bậc thang rút gọn của một ma trận có thể được tính bằng phép khử Gauss–Jordan. Không giống như dạng hàng bậc thang, dạng hàng bậc thang rút gọn của một ma trận là duy nhất và không phụ thuộc vào giải thuật được sử dụng để tính nó. Với một ma trận đã cho, mặc dù dạng hàng bậc thang không phải là duy nhất, tất cả các dạng bậc thang và bậc thang rút gọn của ma trận đều có cùng số hàng zero và các phần tử chính của các dạng đều có chỉ số giống nhau.
Đây là một ví dụ về một ma trận ở dạng hàng bậc thang rút gọn, ta cũng có thể thấy phần bên trái của ma trận bậc thang rút gọn không phải khi nào cũng là một ma trận đơn vị:
{\displaystyle \left[{\begin{array}{ccccc}1&0&a_{1}&0&b_{1}\\0&1&a_{2}&0&b_{2}\\0&0&0&1&b_{3}\end{array}}\right]}
Đối với các ma trận với các hệ số nguyên, dạng chuẩn tắc Hermite là một dạng hàng bậc thang mà có thể được tính bằng cách sử dụng phép chia Euclide và không cần tới phân số hay các số hữu tỉ. Mặt khác, dạng bậc thang rút gọn của một ma trận với các hệ số nguyên thường chứa các hệ số không nguyên.

## Biến đổi về dạng hàng bậc thang
Bằng cách thực hiện một dãy hữu hạn các phép biến đổi hàng sơ cấp, gọi là phép khử Gauss, một ma trận bất kỳ có thể được đưa về dạng hàng bậc thang. Bởi các phép biến đổi sơ cấp bảo toàn không gian hàng của ma trận, không gian hàng của dạng hàng bậc thang rút gọn là giống với không gian hàng của ma trận ban đầu.
Dạng hàng bậc thang thu được không phải là duy nhất; bởi một ma trận bất kỳ ở dạng hàng bậc thang có thể chuyển đến một dạng hàng bậc thang tương đương, bằng cách cộng một hàng với một bội của một trong các hàng phía trên, ví dụ:
{\displaystyle {\begin{bmatrix}1&3&-1\\0&1&7\\\end{bmatrix}}\xrightarrow {\text{cộng hàng 2 vào hàng 1}} {\begin{bmatrix}1&4&6\\0&1&7\\\end{bmatrix}}.}
Tuy nhiên, mỗi ma trận chỉ có duy nhất một dạng hàng bậc thang rút gọn. Trong ví dụ trên, dạng hàng bậc thang rút gọn có thể được tìm ra như sau
{\displaystyle {\begin{bmatrix}1&3&-1\\0&1&7\\\end{bmatrix}}\xrightarrow {\text{trừ 3 × (hàng 2) vào hàng 1}} {\begin{bmatrix}1&0&-22\\0&1&7\\\end{bmatrix}}.}
Điều này có nghĩa là các hàng khác zero của dạng hàng bậc thang rút gọn là hệ sinh bậc thang rút gọn duy nhất của không gian hàng của ma trận ban đầu.

## Hệ phương trình tuyến tính
Một hệ phương trình tuyến tính được gọi là ở trong dạng hàng bậc thang nếu ma trận bổ sung của nó ở dạng hàng bậc thang. Tương tự, một hệ phương trình ở trong dạng hàng bậc thang rút gọn hay dạng chính tắc nếu ma trận bổ sung của nó ở dạng bậc thang rút gọn.
Dạng chuẩn tắc có thể được coi là một nghiệm tường minh của hệ phương trình tuyến tính. Thật vậy, hệ phương trình là không nhất quán hay vô nghiệm khi và chỉ khi một trong các phương trình trong dạng chuẩn tắc được giản ước về dạng 0 = 1. Nếu không, chuyển sang vế phải tất cả các số hạng của các phương trình trừ các số 1 chính, biểu thị các biến chính dưới dạng các hằng số hoặc hàm tuyến tính của các biến còn lại, nếu có.

## Mã giả
Mã giả sau đây chuyển đổi một ma trận về dạng hàng bậc thang rút gọn:
```
function
 ToReducedRowEchelonForm(Matrix M) 
is

    
lead
:= 0
    
rowCount
:= the number of rows in M
    
columnCount
:= the number of columns in M
    
for
 0 ≤ 
r
 < 
rowCount
 
do

        
if
 
columnCount
 ≤ 
lead
 
then

            
stop function

        
end if

        
i
 = 
r

        
while
 M[
i
, 
lead
] = 0 
do

            
i
 = 
i
 + 1
            
if
 
rowCount
 = 
i
 
then

                
i
 = 
r

                
lead
 = 
lead
 + 1
                
if
 
columnCount
 = 
lead
 
then

                    
stop function

                
end if

            
end if

        
end while

        
if
 
i
 ≠ 
r
 
then
 Swap rows 
i
 and 
r

        Divide row 
r
 by M[
r
, 
lead
]
        
for
 0 ≤ 
i
 < 
rowCount
 
do

            
if
 
i
 ≠ 
r
 
do

                Subtract M[i, lead] multiplied by row 
r
 from row 
i

            
end if

        
end for

        
lead
 = 
lead
 + 1
    
end for

end function
```

Mã giả sau đây chuyển ma trận về dạng hàng bậc thang (chưa rút gọn):
```
function
 ToRowEchelonForm(Matrix M) 
is

    
nr
:= number of rows in M
    
nc
:= number of columns in M
    
    
for
 0 ≤ r < nr 
do

        
allZeros
:= true
        
for
 0 ≤ 
c
 < 
nc
 
do

            
if
 M[
r
, 
c
] != 0 
then

                
allZeros
:= false
                
exit for

            
end if

        
end for

        
if
 
allZeros
 = true 
then

            In M, swap row 
r
 with row 
nr

            
nr
:= 
nr
 - 1
        
end if

    
end for

    
    
p
:= 0
    
while
 
p
 < 
nr
 and 
p
 < 
nc
 
do

        
label
 nextPivot:
            
r
:= 1
            
while
 M[
p
, 
p
] = 0 
do
 
                
if
 (
p
 + 
r
) <= 
nr
 then
                    
p
:= 
p
 + 1
                    
goto
 nextPivot
                
end if

                In M, swap row 
p
 with row (
p
 + 
r
)
                
r
:= 
r
 + 1
            
end while

            
for
 1 ≤ 
r
 < (
nr
 - 
p
) 
do
 
                
if
 M[
p
 + 
r
, 
p
] != 0 then
                    
x
:= -M[
p
 + 
r
, 
p
] / M[
p
, 
p
]
                    
for
 
p
 ≤ 
c
 < 
nc
 
do

                        M[
p
 + 
r
, 
c
]:= M[
p
, 
c
] * 
x
 + M[
p
 + 
r
, 
c
]
                    
end for

                
end if

            
end for

            
p
:= 
p
 + 1
    
end while

end function
```